# Francisco Mascarenhas
Francisco Mascarenhas (1662 - 20 de maio de 1685), 1º conde de Coculim, segundo filho do 1º marquês de Fronteira, foi membro do Concelho de D. Pedro II, senhor de Cuncolin e Verodá no Estado Português da Índia, comendador de São João de Castelães, de São Martinho de Cambres, na Ordem de Cristo.
Foi também um homem de grande erudição e letras, particularmente versado no latim, compôs um discurso heróico a Luís XIV, impresso em Paris no ano de 1684.
Casou com sua prima D. Maria de Noronha ( - 22 de Junho de 1731), filha dos 2.ºs Marqueses de Niza.
Tinha um palácio situado na Rua do cais de Santarém, Lisboa.